# تمرد شايز
كان تمرد شايز عبارة عن انتفاضة مسلحة حدثت في ولاية ماساتشوستس الغربية لمناهضة أزمة الديون بين المواطنين وحكومة الولاية التي زادت الجهود لجمع الضرائب المستحقة على الأفراد والتجار على حدٍ سواء؛ جرت المعركة في الغالب في وحول مدينة سبرينغفيلد خلال عامي 1786 و1787. قاد دانيال شايز، المخضرم الأمريكي في الحرب الثورية، أربعة آلاف متمرد (أطلق عليهم اسم الشايزيين) احتجاجًا على الظلم في الحقوق الاقتصادية والمدنية. كان شايز عامل مزرعة من ماساتشوستس في بداية الحرب الثورية؛ التحق بالجيش القاري، وشهد أحداث معارك ليكسينغتون وكونكورد ومعركة بانكر هيل ومعارك ساراتوجا، وأُصيب في النهاية في إحدى المعارك.
في عام 1787، تقدم متمردو شايز نحو مبنى الذخيرة الفيدرالي في سبرينغفيلد في محاولة غير ناجحة للاستيلاء على السلاح الموجود فيه والإطاحة بالحكومة. وجدت الحكومة الفيدرالية نفسها غير قادرة على تمويل حشد من القوات لإخماد التمرد، وبالتالي فقد اُخمد من قبل ميليشيا ولاية ماساتشوستس وميليشيا محلية ممولة بشكل سري. كان الرأي السائد على نطاق واسع هو أن وثائق الكونفدرالية تحتاج إلى إصلاح باعتبارها وثيقة حاكمة للبلاد، وأن أحداث التمرد كانت بمثابة حافز لعقد المؤتمر الدستوري وتشكيل الحكومة الجديدة.
أعادت صدمة تمرد شايز الجنرال المتقاعد جورج واشنطن إلى الحياة العامة من جديد، ما أدى إلى تنصبه في ولايتين كأول رئيس للولايات المتحدة. لا يزال هناك نقاش بين الباحثين حول تأثير التمرد على الدستور وعملية التصديق عليه.

## خلفية تاريخية
اعتمد الاقتصاد خلال الحرب الثورية الأمريكية على زراعة المؤن الأساسية إلى حد كبير في المناطق الريفية لنيو إنجلاند، لا سيما في بلدات التل في وسط وغرب ماساتشوستس. امتلك بعض السكان في هذه المناطق ممتلكات قليلة غير أراضيهم، وكانوا يقايضون بعضهم بعضًا بالسلع والخدمات. قد يحصل المزارعون في أوقات الجفاف على سلع بالتسليف من الموردين في بلدات السوق المحلية، والذين سيدفع لهم المزارعون عندما حين تكون المحاصيل أكثر وفرة. على العكس من ذلك، كان هناك اقتصاد سوق في المناطق الساحلية المتطورة اقتصاديًا بشكل أكبر في خليج ماساتشوستس وفي وادي نهر كونيكتيكت الخصيب، مدفوع بأنشطة تجار الجملة الذين يتاجرون مع أوروبا وجزر الهند الغربية. هيمنت هذه الطبقة من التجار على الحكومة.
حين انتهت الحرب الثورية عام 1783، رفض الشركاء التجاريون الأوروبيون لتجار ماساتشوستس تسليفهم، وأصروا أن يدفعوا ثمن البضائع بالعملة الصعبة، على الرغم من قلة هذه العملة في البلاد بأسرها. بدأ التجار بتقديم نفس الطلب إلى شركاء الأعمال المحليين بما في ذلك أولئك الذين يعملون في بلدات السوق في المناطق الداخلية بالولاية. نقل العديد من هؤلاء التجار هذا الطلب إلى زبائنهم على الرغم أن الحاكم جون هانكوك لم يفرض طلب العملة الصعبة على المقترضين الأكثر فقراً ورفض المقاضاة بنشاط لتحصيل الضرائب المتأخرة. كان سكان الأرياف العاملون بالزراعة غير قادرين بشكل عام على تلبية متطلبات التجار والسلطات المدنية، وبدأ البعض منهم بخسارة أراضيهم وممتلكاتهم حين كانوا غير قادرين على تسديد التزاماتهم من الضرائب والديون. أدى ذلك إلى موجة استياء عارمة في وجه جامعي الضرائب والمحاكم، إذ قاضى الدائنون المدينين قانونيًا، وحصل جامعو الضرائب على أحكام تقضي بمصادرة ممتلكاتهم.

## التوترات الأولى
قاد جوب شاتكوك من غروتون في ماساشوستس أول احتجاج ضد الحكومة عام 1792، والذي نظم السكان فيه ليمنعوا جامعي الضرائب (جسديًا) من القيام بعملهم. اندلع الاحتجاج الثاني واسع النطاق في أكسبريدج بماساتشوستس على حدود جزيرة رود في 3 فبراير عام 1783، حين صادر حشد من الناس ملكية حجزها مسؤول في الحكومة، وأعادوها إلى أصحابها. أمر الحاكم هانكوك نقيب الشرطة بقمع هذه الأفعال.
حاولت معظم المجتمعات الريفية استخدام طرق شرعية للحصول على إعانات اجتماعية. قُدمت الالتماسات والاقتراحات إلى المجلس التشريعي لإصدار عملة ورقية من شأنها أن تخفض قيمة العملة الحالية وتجعل من الممكن سداد الديون الكبيرة بعملة منخفضة القيمة. عارض التجار الفكرة، من ضمنهم جيمس باودوين، ورُفصت الاقتراحات بشكل متكرر، إذ كان كانوا سيخسرون لو طُبقت مثل هذه التدابير.
استقال الحاكم هانكوك عام 1785 لأسباب صحية، رغم أن البعض أشار أنه كان يستبق المتاعب. خسر باودوين مرارًا وتكرارًا في الانتخابات أمام هانكوك، ولكنه انتُخب كحاكم في ذلك العام، وأصبحت الأمور أكثر صرامة. كثف باودوين الإجراءات المدنية لتحصيل الضرائب، وفاقم المجلس التشريعي الحالة من خلال فرض ضريبة مُلكية جديدة لزيادة أموال الولاية لسداد جزء من الدين الخارجي. حتى أن المعلقين المحافظين نسبيًا، مثل جزن آدمز، لاحظوا أن هذه الجبايات كانت «أثقل مما يمكن للشعب تحمله».

## إغلاق المحاكم
تحولت الاحتجاجات في ماساتشوستس إلى معركة مباشرة في أغسطس 1786 بعد أن أجّل المجلس التشريعي دون إلقاء نظرة الالتماسات العديدة التي أُرسلت إلى بوسطن. في 29 أغسطس، تشكلت قوة جيدة التنظيم من المحتجين في نورثهامبتون بماساتشوستس، ومنعت محكمة المقاطعة بنجاح من أن تُعقد. أعلن قادة هذه القوة أنهم كانوا يسعون إلى تخفيف الإجراءات القضائية المرهقة التي تحرم الناس أراضيهم وممتلكاتهم. أطلقوا على أنفسهم اسم «المنظمين»، كإشارة إلى الحركة التنظيمية في نورث كارولينا، والتي سعت إلى إصلاح الممارسات الفاسدة في أواخر الستينيات من القرن الثامن عشر.

## التمرد
لم تقدر الحكومة الفيدرالية على تجنيد الجنود في الجيش بسبب نقص التمويل، لذا عزم قادة ماساتشوستس على التصرف بشكل مستقل. في 4 يناير 1787، اقترح الحاكم باودوين تشكيل جيش مليشيا ممول بشكل سري. حث الجنرال السابق في الجيش القاري، بنجامين لينكولن، على الدفع التمويل الجيش الجديد وجمع أكثر من 6,000 جنيه من أكثر من 125 تاجر بحلول نهاية يناير. كان جميع رجال المليشيا الذين تجندوا في هذا الجيش تقريبًا من المقاطعات الغربية لماساتشوستس، وقد زحفوا نحو ورسيستر في 19 يناير.
في حين تجمعت قوات الحكومة، نظم شايز واي وباقي القادة في الغرب قواتهم، منشئين تنظيمات فيالق المقاطعات التي كانت تديرها لجان مُنتخبة ديمقراطيًا. كان هدفهم الرئيسي الأول هو مخزن الذخيرة الفيدرالي في سبرينغفيلد. استولى الجنرال شيبارد على محتويات المخزن بموجب أوامر من الحاكم باودوين، واستخدم ترسانته لتسليح قوة مليشيا قوامها 1,200 فرد. قام بذلك على الرغم أن مخزن الذخيرة كان ملكية فيدرالية، ولكن لولاية بحد ذاتها، ولم يتلقى تصريحًا من قِبل وزير الدفاع هنري نوكس.